# Carl von Wedelstaedt
Kaspar Carl Leopold von Wedelstaedt (in einigen Dokumenten auch als Karl von Wedelstädt bezeichnet) (* 14. Juni 1864 in Höxter; † 6. Februar 1959 in Niedermarsberg) war von 1919 bis 1928 Oberbürgermeister der Stadt Gelsenkirchen.

## Herkunft
Seine Eltern waren der preußische Major Leopold von Wedelstaedt (1829–1872) und dessen Ehefrau Frieda, geborene von Zeromski (1840–1884).

## Leben

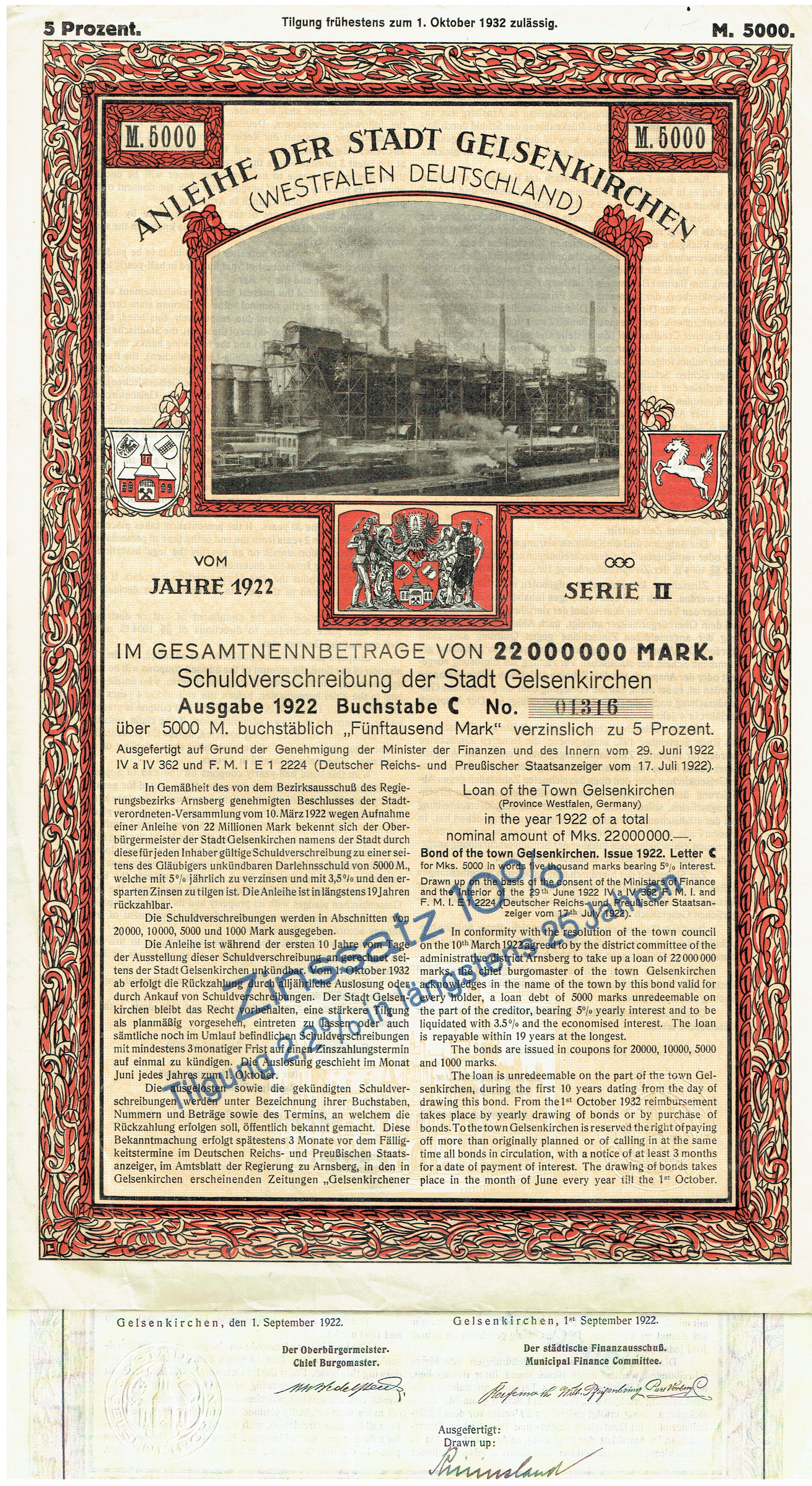
Anleihe der Stadt Gelsenkirchen vom 1. September 1922 mit Unterschrift von Oberbürgermeister Wedelstaedt.

1882 trat Wedelstaedt in die Preußische Armee ein und wurde im Elsass und in Posen stationiert. Am 20. Oktober 1888 verließ er als Oberleutnant der Reserve das Militär und trat ab April 1889 in den öffentlichen Verwaltungsdienst ein. Im September 1890 wurde er Amtmann in Westerbauer bei Hagen. Von 1896 bis 1903 diente er als letzter Amtmann in Ückendorf. Am 1. April 1903 wurde Ückendorf (damalige Schreibweise der Gemeinde: Ueckendorf) ein Teil der neu entstehenden Großstadt Gelsenkirchen und verlor damit seine Eigenständigkeit. Zu diesem Zeitpunkt zählte die Gemeinde 21.937 Einwohner. Nach der Pensionierung des Gelsenkirchener Oberbürgermeisters Theodor Machens übernahm Wedelstaedt als erster Beigeordneter die Amtsgeschäfte und wurde am 10. April 1919 von der Stadtverordnetenversammlung zum Oberbürgermeister gewählt. Als Nachfolger von Wedelstaedt wurde 1928 Emil Zimmermann Oberbürgermeister der Stadt, die mit der Eingemeindung Buers zeitweise den Namen Gelsenkirchen-Buer annahm.

## Ehrungen
Die Stadt Gelsenkirchen verlieh Wedelstaedt am 20. September 1928 die Ehrenbürgerwürde. Nach ihm ist der Von-Wedelstaedt-Park in Gelsenkirchen-Ückendorf und die „Wedelstaedtstraße“ in der Neustadt benannt.

## Familie
Er heiratete am 18. Mai 1891 in Schrimm Klara Schaeffer (* 1867). Aus der Ehe gingen die drei Kinder Lothar (* 1893), Eleonore (* 1894) und Anna (* 1896) hervor.